# طب وقائي
الطب الوقائي، أو الوقاية هي التدابير المتخذة للوقاية من الأمراض. يتأثر المرض والإعاقة بالعوامل البيئية، والاستعداد الوراثي، والعوامل الممرضة، وخيارات نمط الحياة. وهي عمليات ديناميكية تبدأ قبل أن يدرك الأفراد أنهم مصابون. تعتمد الوقاية من المرض على الإجراءات الاستباقية التي يمكن تصنيفها على أنها بدئية، وأولية وثانوية وثالثية.
في كل عام، يموت الملايين من الناس نتيجة لأسباب يمكن الوقاية منها. أظهرت دراسة أجريت في عام 2004 أن حوالي نصف جميع الوفيات في الولايات المتحدة في عام 2000 كانت بسبب السلوكيات التي يمكن الوقاية منها أو من التعرض لها. شملت الأسباب الرئيسية أمراض القلب والأوعية الدموية، وأمراض الجهاز التنفسي المزمنة، والسكري، وبعض الأمراض المعدية. تقدر نفس الدراسة أن 400 ألف شخص يموتون كل عام في الولايات المتحدة بسبب سوء التغذية ونمط الحياة غير المستقر. وفقًا لتقديرات منظمة الصحة العالمية (WHO)، توفي حوالي 55 مليون شخص في جميع أنحاء العالم في عام 2011، ثلثي أسباب هذه الوفيات ناتجة عن الأمراض غير المعدية، بما في ذلك السرطان والسكري وأمراض القلب والأوعية الدموية والرئة المزمنة. تزيد هذه النسبة عن التي كانت عام 2000، والتي كانت تشكل فيها هذه الأمراض ما نسبته 60%.
ازدادت أهمية الرعاية الصحية الوقائية بشكل خاص بعد الارتفاع العالمي لانتشار الأمراض المزمنة والوفيات الناجمة عن هذه الأمراض. يوجد طرق عديدة للوقاية من المرض. أحدها هو الوقاية من التدخين عند المراهقين من خلال تقديم المعلومات ونشر التوعية. من المستحسن أن يزور البالغون والأطفال الطبيب لإجراء فحوصات منتظمة، حتى لو كانوا يشعرون بصحة جيدة، لإجراء كشف طبي، وتحديد عوامل الخطر للإصابة بالأمراض، ومناقشة النصائح حول نمط حياة صحي ومتوازن، ومواكبة التطعيمات والتعزيزات، والحفاظ على علاقة جيدة مع مقدم الرعاية الصحية. في طب الأطفال، تتمثل بعض الأمثلة الشائعة للوقاية الأولية في تشجيع الآباء على خفض درجة حرارة سخان المياه في المنزل لتجنب الحروق، وتشجيع الأطفال على ارتداء خوذات الدراجات، واقتراح استخدام مؤشر جودة الهواء (AQI) للتحقق مستوى التلوث في الهواء الخارجي قبل ممارسة الأنشطة الرياضية. تشمل بعض فحوصات الأمراض الشائعة فحص ارتفاع ضغط الدم، وارتفاع السكر في الدم (وهو عامل خطر للإصابة بداء السكري)، وفرط كوليسترول الدم، والفحص المسحي لسرطان القولون، والاكتئاب، وفيروس نقص المناعة البشرية وأنواع أخرى شائعة من الأمراض المنقولة جنسيًا مثل الكلاميديا، والزهري، والسيلان، والتصوير الشعاعي للثدي (للكشف عن سرطان الثدي)، واختبار لطاخة بابانيكولا (للتحقق من سرطان عنق الرحم)، وفحص هشاشة العظام. يمكن أيضًا إجراء الاختبارات الجينية للكشف عن الطفرات التي تسبب اضطرابات وراثية أو الاستعداد لأمراض معينة مثل سرطان الثدي أو سرطان المبيض. ولكن لا تتوافر هذه التدابير في متناول الجميع. ما تزال فعالية تكلفة الرعاية الصحية الوقائية موضوع نقاش.

## نبذة
يتبع الطب الوقائي إلى فرع طب المجتمع ويعتبر الطب الوقائي أحد فروع الطب الأساسية التي تهدف إلى توقع الأمراض ومنعها قبل حدوثها كما تهدف إلى رفع المستوى الصحي للجماعات قبل الأفراد، من أهم المهام الموكلة إلى الطب الوقائي ما يلي:
- الوقاية من حدوث الأوبئة الصحية والتدخل السريع حين حدوثها لمنع انتشارها والتقليل من اضرارها.
- تحسين الصحة العامة للمجتمعات البشرية.
- الحفاظ على جودة الحياة للأشخاص الأصحاء والمرضى.

## نظرية روز في الطب الوقائي
مجموعة كبيرة من الأفراد ذات احتمالية قليلة للإصابة بالمرض تنتج عدد حالات أكثر من مجموعة صغيرة م الأشخاص ذوي الاحتمالية العالية للإصابة.

## مستويات الوقاية الطبية
- الوقاية الأولية: وتشمل كل الأجراءات المتخذة لمنع حدوث الأمراض ويشمل ذلك اللقاحات الطبية ومكافحة الحشرات وغسل الأيدي ونشر الوعي الصحي لدى العامة والتصدي للعوامل والعادات الشخصية التي تؤدي إلى حدوث المرض كالتدخين والتعرض للإشعاعات ومخاطر العمل وغير ذلك.
- الوقاية الثانوية: وتهدف إلى الكشف المبكر عن الأمراض والعلاج المبكر للحؤول دون تطور المرض وتفاقم الأعراض. ويشمل ذلك معالجة الخمجات والالتهابات بشكل مبكر للحؤول دون تفاقم الحالة الصحية ويضم أيضاً الكشف المبكر عن السرطانات والفحوص المخبرية الدورية.
- المستوى الثالث من الوقاية: ويهدف إلى الحد من تطور الأمراض ويشمل ذلك المداواة المبكرة للأمراض المزمنة كالسكري وارتفاع ضغط الدم لمنع حدوث الضاعفات اللي تهدد الحياة.
- «المستوى الرابع من الوقاية:» ويهدف إلى الزيادة من كفائة الفرد المصاب بأمراض مزمنه تجعله غير قادر على تلبية احتياجاته الشخصية مما قد يجعله عبء على اسرته وعلى المجتمع ويشمل ذلك امراض الجهاز العصبى والحركى كل العجز الحركى النصفى والكلى وبتر الاطراف والتي تنتج غالبا من الاصابات والحوادث والجلطات الدماغية والشلل الرعاش

## جدوى الطب الوقائي
تبدو فكرة الطب الوقائي للكثيرين أحلاماً أفلاطونية دون الواقع ورؤية بعيدة المنال وتكلفة غير مبررة على ذوي الدخول المتواضعة، ولكن تجربة الطب الوقائي في البلدان المتقدمة أثبتت فاعليتها في رفع المستوى الصحي للأفراد والتقليل من الفاتورة الصحية التي يتحملها الفرد والحد من العجز المالي لموازنات وزارة الصحة بشكل كبير وبالتالي فإن الطب الوقائي مجال حيوي وهام على المستويين الصحي والاقتصادي معاً.

## معدل وفيات الأطفال
في عام 2010، توفي 7.6 مليون طفل قبل بلوغ سن الخامسة. يمثل ذلك انخفاضًا عن وفيات عام 2000 التي قُدرت بـ 9.6 مليون، لكنه ما يزال بعيدًا عن الهدف الرابع من الأهداف الإنمائية للألفية المتمثل في خفض معدل وفيات الأطفال بمقدار الثلثين في حلول عام 2015. من بين هذه الوفيات، نتج حوالي 64% عن العدوى بما في ذلك الإسهال وذات الرئة والملاريا. كانت حوالي 40% من هذه الوفيات عند حديثي الولادة (الأطفال الذين تتراوح أعمارهم بين 1-28 يومًا) بسبب مضاعفات الولادة المبكرة. يوجد أكبر عدد من وفيات الأطفال في أفريقيا وجنوب شرق آسيا. لم يُحرز أي تقدم تقريبًا بالنسبة للحد من وفيات الأطفال حديثي الولادة منذ عام 1990 حتى عام 2015 في إفريقيا. في عام 2010، شكلت وفيات الأطفال في الهند ونيجيريا وجمهورية الكونغو الديمقراطية وباكستان والصين حوالي 50% من وفيات الأطفال العالمية. استهداف الجهود في هذه البلدان أمر ضروري لخفض معدل وفيات الأطفال العالمي.
تنجم وفيات الأطفال عن الفقر والمخاطر البيئية ونقص تعليم الأمهات، وغيرها من العوامل. في عام 2003، أنشأت منظمة الصحة العالمية قائمة بالتدخلات، والتي حُكم عليها اقتصاديًا وعمليًا بأنها «مجدية»، بناءً على موارد الرعاية الصحية والبنية التحتية في 42 دولة تساهم في 90% من جميع وفيات الرضع والأطفال. يوضح الجدول عدد وفيات الرضع والأطفال التي كان من الممكن تفاديها في عام 2000، بافتراض تغطية الرعاية الصحية الشاملة.

## طرق وقائية

### السمنة
السمنة عامل خطر رئيسي لمجموعة متنوعة من الأمراض بما في ذلك أمراض القلب والأوعية الدموية وارتفاع ضغط الدم وبعض أنواع السرطان وداء السكري من النوع 2. لتجنب السمنة، يوصى بأن يلتزم الأفراد بنظام تمرين ثابت بالإضافة إلى نظام غذائي مغذ ومتوازن. يجب أن يهدف الفرد السليم إلى اكتساب 10% من طاقته من البروتينات، و 15-20% من الدهون، وأكثر من 50% من الكربوهيدرات المعقدة، مع تجنب الكحول والأطعمة الغنية بالدهون والملح والسكر. يجب على البالغين الخاملين أن يقوموا بنصف ساعة على الأقل من النشاط البدني اليومي المعتدل وأن يزيدوا ذلك ليشمل ما لا يقل عن 20 دقيقة من التمارين المكثفة ثلاث مرات في الأسبوع. تقدم الرعاية الصحية الوقائية العديد من الفوائد لأولئك الذين اختاروا المشاركة في القيام بدور نشط في الثقافة. النظام الطبي في مجتمعنا موجه نحو علاج الأعراض الحادة للمرض بعد حضوره إلى غرفة الطوارئ. الوباء اليوم داخل الثقافة الأمريكية هو انتشار السمنة. يلعب الأكل الصحي وممارسة الرياضة بشكل روتيني دورًا كبيرًا في الحد من خطر إصابة الفرد بمرض السكري من النوع 2. خلصت دراسة أجريت عام 2008 إلى أن حوالي 23.6 مليون شخص في الولايات المتحدة يعانون من مرض السكري، بما في ذلك 5.7 مليون لم يُشخَّصوا. يعاني 90- 95% من مرضى السكري من مرض السكري من النوع 2. داء السكري هو السبب الرئيسي للفشل الكلوي وبتر الأطراف والعمى الجديد عند البالغين الأمريكيين.

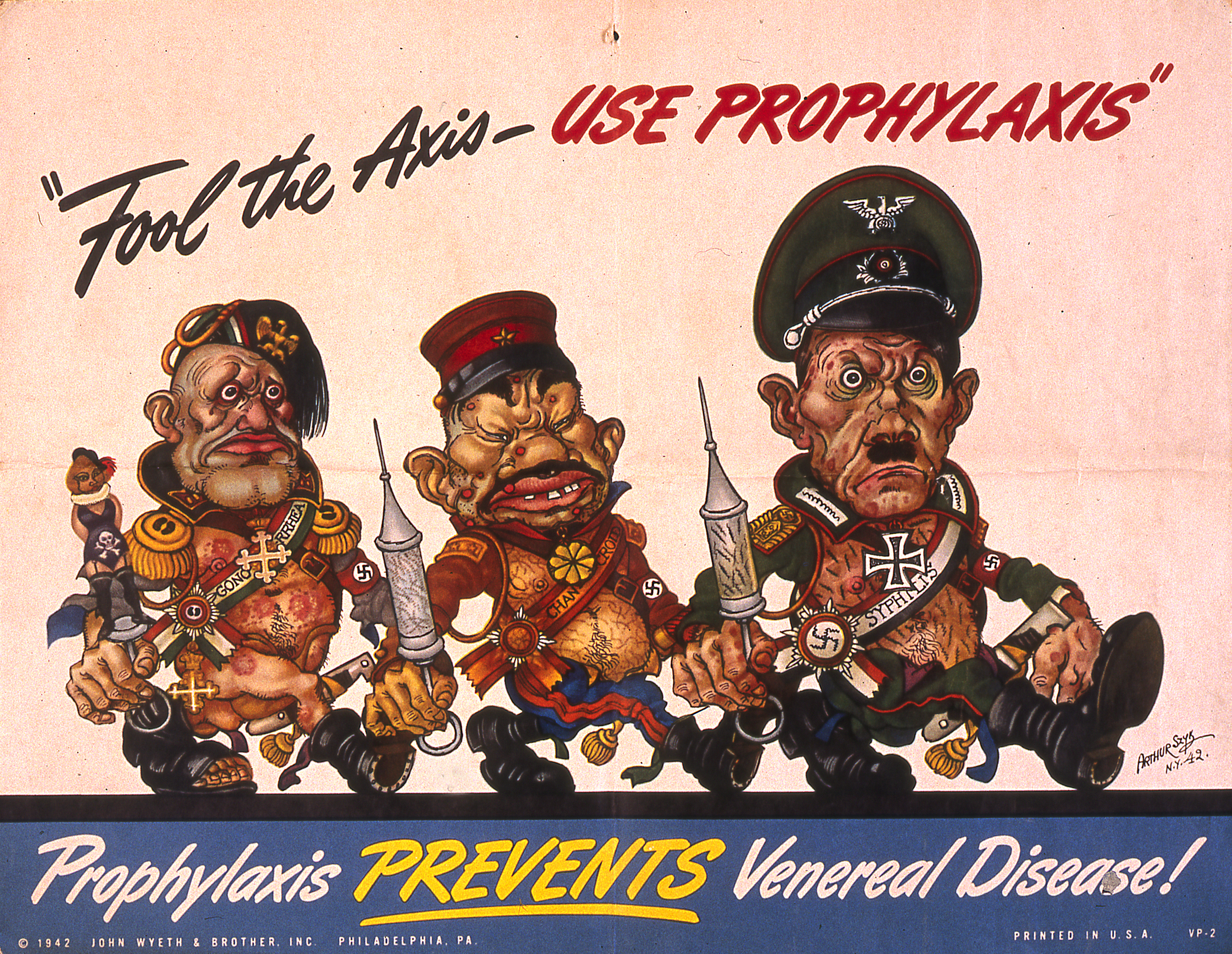
ملصق الدعاية الأمريكية اخدع المحور استخدم العلاج الوقائي عام 1942

### الأمراض المنقولة جنسيًا
تعتبر الأمراض المنقولة جنسيًا (مثل الزهري وفيروس نقص المناعة البشرية) شائعة، ولكن يمكن الوقاية منها بممارسات الجنس الآمن. قد تكون الأمراض المنقولة بالاتصال الجنسي عديمة الأعراض، أو تسبب طيفًا من الأعراض. تدعى التدابير الوقائية للأمراض المنقولة بالاتصال الجنسي بالموانع. ينطبق المصطلح بشكل خاص على استخدام العازل الذكري، وهو وسيلة فعالة للغاية في الوقاية من المرض، ولكن توجد أدوات أخرى تهدف إلى منع الأمراض المنقولة بالاتصال الجنسي، مثل الحواجز المطاطية وقفازات اللاتكس. تشمل الوسائل الأخرى للوقاية من الأمراض المنقولة بالاتصال الجنسي التثقيف حول كيفية استخدام العازل الذكري أو غيره من الأجهزة الحاجزة، وفحص الشركاء قبل ممارسة الجنس دون حماية، وتلقي فحوصات منتظمة للأمراض المنقولة بالجنس لتلقي العلاج ومنع انتشار الأمراض، وتناول الأدوية المضادة للفيروسات القهقرية (مثل تروفادا) بالنسبة لمرض فيروس عوز المناعة البشري. يمكن للعلاج الوقائي بعد التعرض للفيروس الذي يبدأ في غضون 72 ساعة (أقل من ساعة واحدة على النحو الأمثل) بعد التعرض للسوائل عالية الخطورة، أن يحمي أيضًا من انتقال فيروس نقص المناعة البشرية.

### الوقاية من الملاريا باستخدام التعديل الوراثي
تستخدم بعض البلدان النامية البعوض المعدل وراثيًا للسيطرة على الملاريا. وقد خضع هذا النهج للاعتراضات والجدل.

### الخثار
المقال الرئيسي: منع التخثر
تجلط الدم هو مرض خطير في الدورة الدموية يصيب الآلاف. ومن المرضى المؤهبين لحدوث ذلك: كبار السن الذين خضعوا لإجراءات جراحية والنساء اللواتي يتناولن حبوب منع الحمل والمسافرين. قد تكون عواقب الجلطات نوبات قلبية وسكتات دماغية. تشمل الوقاية ما يلي: التمارين الرياضية والجوارب المضادة للصمات والأجهزة الهوائية والعلاجات الدوائية.

### السرطان
في السنوات الأخيرة، أصبح السرطان مشكلة عالمية. تتحمل البلدان ذات الدخل المنخفض والمتوسط أعباء السرطان بسبب التعرض للمواد المسرطنة الناتجة عن التصنيع والعولمة. ومع ذلك، يمكن للوقاية الأولية من السرطان ومعرفة عوامل خطر الإصابة بالسرطان تقليل أكثر من ثلث حالات السرطان. يمكن للوقاية الأولية من السرطان أيضًا منع الأمراض الأخرى، السارية وغير السارية، التي تشترك في عوامل الخطر مع السرطان.

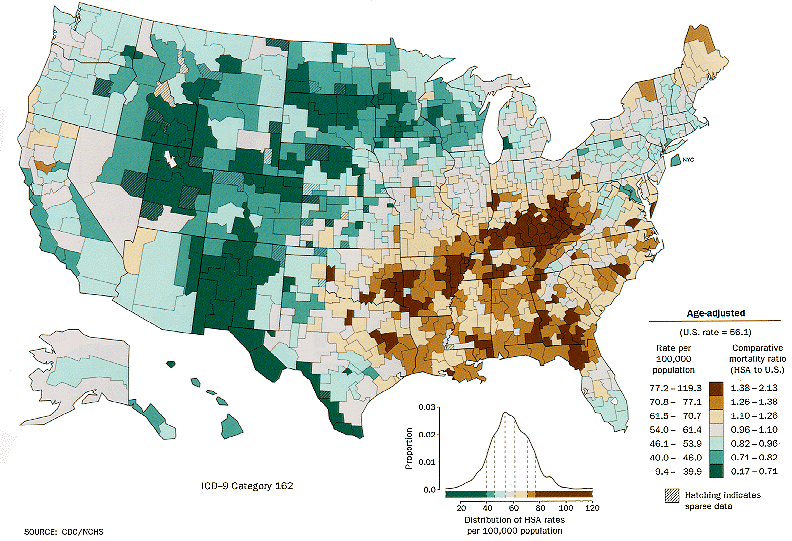
توزع سرطان الرئة في الولايات المتحدة

### سرطان الرئة
سرطان الرئة هو السبب الرئيسي للوفيات المرتبطة بالسرطان في الولايات المتحدة وأوروبا، وهو سبب رئيسي للوفاة في بلدان أخرى. يعتبر التبغ مادة بيئية مسرطنة والسبب الرئيسي لسرطان الرئة. يرتبط ما بين 25% و40% من جميع وفيات السرطان ونحو 90% من حالات سرطان الرئة بتعاطي التبغ. تشمل المواد المسرطنة الأخرى الأسبست والمواد المشعة. يمكن أن يؤدي التدخين والتعرض غير المباشر من قبل المدخنين الآخرين إلى سرطان الرئة والموت في نهاية المطاف. لذلك، فإن الوقاية من تعاطي التبغ أمر بالغ الأهمية للوقاية من سرطان الرئة.
يمكن للتدخلات الفردية والمجتمعية وعلى مستوى الولاية الحد من أو إيقاف تعاطي التبغ. 90% من البالغين في الولايات المتحدة الذين سبق لهم التدخين قاموا بذلك قبل سن 20 عامًا. برامج الوقاية/التثقيف داخل المدرسة، بالإضافة إلى تقديم المشورة، يمكن أن تساعد في منع التدخين بين المراهقين والإقلاع عنه. تشمل تقنيات الإقلاع الأخرى برامج الدعم الجماعي والعلاج ببدائل النيكوتين والإيحاء وتغيير السلوك بدوافع ذاتية. أظهرت الدراسات أن معدلات النجاح على المدى الطويل (> سنة واحدة) بلغت 20% في حالة الإيحاء و10%-20% في العلاج الجماعي.
تعمل برامج فحص السرطان كمصادر فعالة للوقاية الثانوية. تجري مستشفيات مايو كلينك وجونز هوبكنز وميموريال سلون كيترينغ للسرطان فحوصات سنوية بالأشعة السينية واختبارات دراسة القشع الخلوية. وجدت المشافي السابقة أن ذلك ساهم في اكتشاف سرطان الرئة بمعدلات أعلى وفي مراحل مبكرة وبنتائج علاجية أفضل، مما يدعم الاستثمار واسع النطاق في مثل هذه برامج.
يمكن أن تؤثر التشريعات أيضًا على منع التدخين والإقلاع عنه. في عام 1992، أقر ناخبو ماساتشوستس (الولايات المتحدة) مشروع قانون يضيف ضريبة إضافية بنسبة 25 سنتًا على كل علبة سجائر، على الرغم من الضغط المكثف وإنفاق صناعة التبغ 7.3 مليون دولار لمعارضة هذا القانون. تذهب عائدات الضرائب نحو برامج التثقيف حول التبغ ومكافحته، وأدت إلى انخفاض استخدام التبغ في الولاية.
يتزايد سرطان الرئة وتدخين التبغ في جميع أنحاء العالم، وخاصة في الصين. الصين مسؤولة عن نحو ثلث الاستهلاك والإنتاج العالميين لمنتجات التبغ. تعتبر سياسات مكافحة التبغ في الصين غير فعالة؛ حيث تضم الصين 350 مليون مدخن عادي و750 مليون مدخن سلبي، ويبلغ عدد الوفيات السنوي أكثر من مليون. تتضمن الإجراءات الموصى بها للحد من تعاطي التبغ: تقليل توفر التبغ وزيادة الضرائب على التبغ والحملات التعليمية واسعة الانتشار وتقليل دعاية صناعة التبغ وزيادة موارد دعم الإقلاع عن التبغ. في ووهان في الصين، نفذ برنامج مدرسي عام 1998 منهجًا مناهضًا للتبغ بين المراهقين وقلل عدد المدخنين المنتظمين، لكنه لم يقلل بشكل كبير من عدد المراهقين الذين بدأوا التدخين. لذلك كان هذا البرنامج فعّالًا في الوقاية الثانوية لا الوقاية الأولية. أظهر ذلك أن البرامج المدرسية تملك القدرة على الحد من تعاطي التبغ.

## الفوارق الصحية والعوائق التي تحول دون الحصول على الرعاية
لا يوجد تساوٍ في بعض الجوانب مثل الوصول إلى الرعاية الصحية وخدمات الصحة الوقائية وجودة الرعاية المقدمة. كشفت دراسة أجرتها وكالة أبحاث الرعاية الصحية والجودة (AHRQ) عن وجود فوارق صحية في الولايات المتحدة. في الولايات المتحدة، تلقى كبار السن (أكبر من 65 عامًا) رعاية أسوأ، وكان وصولهم إلى الرعاية أقل من نظرائهم الأصغر سنًا. تظهر نفس الاتجاهات عند مقارنة جميع الأقليات العرقية (السود، من أصل إسباني، آسيوي) بالمرضى البيض، وذوي الدخل المنخفض مع الأشخاص ذوي الدخل المرتفع. تشمل العوائق الشائعة أمام الوصول إلى موارد الرعاية الصحية واستخدامها نقص الدخل والتعليم، والحواجز اللغوية، والافتقار إلى التأمين الصحي. معدل امتلاك الأقليات للتأمين الصحي أقل من معدلات امتلاك البيض لها، وكذلك الأفراد الذين أكملوا تعليمًا أقل. زادت هذه التفاوتات من صعوبة الوصول المنتظم إلى مقدمي الرعاية الصحية الأولية أو تلقي التطعيمات، أو تلقي أنواع أخرى من الرعاية الطبية على الفئات المتضررة. بالإضافة إلى ذلك، يميل الأشخاص الذين لا يملكون تأمينًا إلى عدم طلب الرعاية حتى تتطور أمراضهم إلى حالات مزمنة وخطيرة. ويكونون أكثر عرضة للتخلي عن الاختبارات والعلاجات والأدوية الموصوفة.
توجد هذه الأنواع من التفاوتات والحواجز في جميع أنحاء العالم أيضًا. كثيرًا ما يوجد عشرات السنين من الفجوات في متوسط العمر المتوقع بين البلدان النامية والمتقدمة. فمثلًا، يزيد متوسط العمر المتوقع في اليابان 36 عامًا عن مثيله في ملاوي. تملك البلدان منخفضة الدخل أيضًا عددًا أقل من الأطباء مقارنة بالبلدان ذات الدخل المرتفع. في نيجيريا وميانمار، يوجد أقل من 4 أطباء لكل 100 ألف شخص، بينما تمتلك النرويج وسويسرا نسبة أعلى بعشرة أضعاف. تشمل العوائق الشائعة في جميع أنحاء العالم عدم توافر الخدمات الصحية ومقدمي الرعاية الصحية في المنطقة، والمسافة الكبيرة بين المنزل ومرافق الخدمات الصحية، وارتفاع تكاليف النقل، وتكاليف العلاج المرتفعة، والأعراف الاجتماعية ووصمة العار تجاه الوصول إلى خدمات صحية معينة.

## أمثلة على مسببات الوفاة الممكن تجنبها
أهم مسببات الوفاة في الولايات المتحدة الأمريكية لعام 2000
| المسبب              | عدد الوفيات سنوياً                      |
| ------------------- | -------------------------------------- |
| التدخين             | 435,000 وفية أو 18.1% من مجمل الوفيات  |
| السمنة وزيادة الوزن | 365,000 وفية أو 15.2% من مجمل الوفيات. |
| شرب الكحول          | 85,000 وفية أو 3.5% من مجمل الوفيات.   |
| الخمج والالتهابات   | 75,000 وفية أو 3.1% من مجمل الوفيات.   |
| التسمم              | 55,000 وفية أو 2.3% من مجمل الوفيات.   |
| حوادث السير         | 43,000 وفية أو 1.8% من مجمل الوفيات.   |
| الأسلحة النارية     | 29,000 وفية أو 1.2% من مجمل الوفيات.   |
| الأمراض الجنسية     | 20,000 وفية أو 0.8% من مجمل الوفيات.   |
| مخدرات              | 17,000 وفية أو 0.7% من مجمل الوفيات.   |